# Big Pine
Big Pine es un lugar designado por el censo ubicado en el condado de Inyo en el estado estadounidense de California. En el año 2000 tenía una población de 1,350 habitantes y una densidad poblacional de 214 personas por km².

## Geografía
Big Pine se encuentra ubicado en las coordenadas 37°9′N 118°17′O / 37.150, -118.283. Según la Oficina del Censo, la ciudad tiene un área total de 6,3 km² (2,4 mi²), de la cual 6,3 km² (2,4 mi²) es tierra y 0 km² (0 mi²) (0%) es agua.

## Demografía
Según la Oficina del Censo en 2000 los ingresos medios por hogar en la localidad eran de $37,115, y los ingresos medios por familia eran $46,094. Los hombres tenían unos ingresos medios de $41,827 frente a los $26,500 para las mujeres. La renta per cápita para la localidad era de $20,109. Alrededor del 10.1% de la población estaban por debajo del umbral de pobreza.